# Saison 2011-2012 du CS Constantine
Maillots
Chronologie
Saison précédente Saison suivante
La saison 2011-2012 du Club Sportif Constantinois est la 18e  saison du club en première division du Championnat d'Algérie de football.

## Transferts

### Transferts estivaux
| Nom                  | Nationalité | Poste     | Transfert | Provenance/Destination | Division           |
| -------------------- | ----------- | --------- | --------- | ---------------------- | ------------------ |
| Arrivées             |             |           |           |                        |                    |
| Samir Hadjaoui       | Algérie     | Gardien   |           | WA Tlemcen             | Ligue 1 DZ         |
| Sofiane Kaouane      | Algérie     | Gardien   |           | AB Merouana            | Ligue 2 DZ         |
| Cyrille Boukhit      | Algérie     | Gardien   |           | Rodez AF               | National           |
| Adel Messali         | Algérie     | Défenseur |           | MC El Eulma            | Ligue 1 DZ         |
| Yahia Djilali        | Algérie     | Défenseur |           |                        |                    |
| Zineddine Mekkaoui   | Algérie     | Défenseur |           | USM Annaba             | Ligue 1 DZ         |
| Nordine Sam          | Algérie     | Défenseur | 145 000 € | Al Nasr Benghazi       | Première Division  |
| Mohamed Khoutir Ziti | Algérie     | Défenseur |           | JS Kabylie             | Ligue 1 DZ         |
| Gil Ngomo            | Cameroun    | Milieu    |           | AS Khroub              | Ligue 1 DZ         |
| Karim Nait Yahia     | Algérie     | Milieu    |           | AS Khroub              | Ligue 1 DZ         |
| Bilal Bahloul        | Algérie     | Milieu    |           | JSM Bejaïa             | Ligue 1 DZ         |
| Efosa Eguakun        | Nigeria     | Attaquant |           | Al Nasr Benghazi       | Première Division  |
| Ayoub Ferhat         | Algérie     | Attaquant |           | MO Constantine         | Ligue 2 DZ         |
| Mohamed Dahmane      | Algérie     | Attaquant |           | KAS Eupen              | Jupiler Pro League |
| Fouad Bouguerra      | Algérie     | Attaquant | Prêt      | Győri ETO FC           | OTP Bank Liga      |
| Départs              |             |           |           |                        |                    |
| Yacine Hamadou       | Algérie     | Milieu    |           | USMM Hadjout           |                    |
| Ahcène Derrahi       | Algérie     | Milieu    |           | JSM Skikda             |                    |
| Mohamed Boulaouidet  | Algérie     | Attaquant |           | AB Merouana            |                    |
| Ibrahim Kebia        | Algérie     | Attaquant |           | USM Blida              | Ligue 1 DZ         |

## Résultats

### Ligue 1[3]
| - CS Constantine : 0-0 : JSM Béjaïa - ASO Chlef : 3-1 : CS Constantine - CS Constantine : 1-0 : MC Alger - CA Batna : 0-0 : CS Constantine - CS Constantine : 4-1 : USM El Harrach - MC Oran : 2-1 : CS Constantine - CS Constantine : 2-1 : AS Khroub - USM Alger : 1-1 : CS Constantine - CS Constantine : 1-1 : WA Tlemcen - JS Kabylie : 1-0 : CS Constantine | - CS Constantine : 1-2 : MC El Eulma - MC Saïda : 1-1 : CS Constantine - CS Constantine : 0-0 : CR Belouizdad - CS Constantine : 3-2 : ES Sétif - NA Hussein Dey : 0-0 : CS Constantine | - JSM Béjaïa : 3-0 : CS Constantine - CS Constantine : 1-3 : ASO Chlef - MC Alger : 2-2 : CS Constantine - CS Constantine : 2-1 : CA Batna - USM El Harrach : 0-1 : CS Constantine - CS Constantine : 3-1 : MC Oran - AS Khroub : 3-0 : CS Constantine - CS Constantine : 1-1 : USM Alger - WA Tlemcen : 4-2 : CS Constantine - CS Constantine : 0-0 : JS Kabylie | - MC El Eulma : 1-0 : CS Constantine - CS Constantine : 2-1 : MC Saïda - CR Belouizdad : 0-0 : CS Constantine - ES Sétif : 4-2 : CS Constantine - CS Constantine : 3-3 : NA Hussein Dey |

### Classement finale
Le classement est établi sur le barème de points classique (victoire à 3 points, match nul à 1, défaite à 0).
- Critères de départage:

1. plus grand nombre de points obtenus durant toute la saison joués entre les équipes en question ;
2. plus grande différence de buts obtenue par une équipe durant toute la saison joués entre les équipes en question ;
3. plus grande différence de buts obtenue par une équipe sur l'ensemble des matchs joués par les équipes en question ;
4. Le plus grand nombre de buts marqués par une équipe sur l'ensemble des matchs joués par les équipes en question ;
5. match d'appui avec prolongation éventuelle et tirs au but est organisé par la ligue sur terrain neutre[4].

- - Note : à la fin de la saison la LFP (Ligue de Football Professionnelle) a changé les règles de départage en optant pour la 2e loi et non pas la 1re, ceci comme lors de la saison 1993-1994.

| Rang | Équipe           | Pts | J  | G  | N  | P  | Bp | Bc | Diff |
| ---- | ---------------- | --- | -- | -- | -- | -- | -- | -- | ---- |
| 1    | ES Sétif C       | 53  | 30 | 16 | 5  | 9  | 53 | 40 | +13  |
| 2    | JSM Béjaia       | 53  | 30 | 15 | 8  | 7  | 40 | 26 | +14  |
| 3    | USM Alger        | 52  | 30 | 15 | 7  | 8  | 37 | 25 | +12  |
| 4    | CR Belouizdad    | 48  | 30 | 13 | 9  | 8  | 34 | 28 | +6   |
| 5    | ASO Chlef T      | 47  | 30 | 14 | 5  | 11 | 41 | 34 | +7   |
| 6    | MC Alger         | 44  | 30 | 11 | 11 | 8  | 35 | 33 | +2   |
| 7    | CA Batna P       | 44  | 30 | 12 | 8  | 10 | 38 | 25 | +13  |
| 8    | WA Tlemcen       | 44  | 30 | 12 | 8  | 10 | 39 | 37 | +2   |
| 9    | JS Kabylie       | 41  | 30 | 10 | 11 | 9  | 29 | 23 | +6   |
| 10   | USM El Harrach   | 38  | 30 | 11 | 5  | 14 | 28 | 31 | -3   |
| 11   | MC El Eulma      | 38  | 30 | 10 | 8  | 12 | 38 | 39 | -1   |
| 12   | CS Constantine P | 36  | 30 | 8  | 12 | 10 | 35 | 42 | -7   |
| 13   | MC Oran          | 35  | 30 | 9  | 8  | 13 | 38 | 51 | -13  |
| 14   | AS Khroub        | 31  | 30 | 7  | 10 | 13 | 23 | 46 | -23  |
| 15   | NA Hussein Dey P | 26  | 30 | 5  | 11 | 14 | 29 | 39 | -10  |
| 16   | MC Saïda         | 24  | 30 | 6  | 6  | 18 | 28 | 46 | -18  |

#### Classement buteurs[5]
| Noms                 | Buts |
| -------------------- | ---- |
| Fouad Bouguerra      | 6    |
| Mohamed Dahmane      | 5    |
| Efosa Eguakun        | 4    |
| Gil Ngomo            | 2    |
| Zoubir Zmit          | 2    |
| Mohamed Khoutir Ziti | 2    |
| Fodil Hadjadj        | 2    |
| Karim Nait-Yahia     | 2    |
| Yacine Bezzaz        | 2    |
| Reda Benhadj         | 2    |
| Zineddine Mekkaoui   | 1    |
| Bilal Bahloul        | 1    |
| Yahia Djilali        | 1    |
| Abderrahmane Lemaici | 1    |

### Coupe d'Algérie
Trente-deuxièmes de finale
| 30 décembre 2011 | CA Batna (1)        | 1 - 1 3 - 4 t. a. b. | (1) CS Constantine              |                                                        |                                                        |
| 14 h 30 UTC+1    | 42e Lemaïci (c.s.c) | (1 - 0)              | 88e (pen.) Mohamed Khoutir Ziti | Stade du 1er novembre 1954, Batna Arbitrage : Helalchi | Stade du 1er novembre 1954, Batna Arbitrage : Helalchi |
| 14 h 30 UTC+1    |                     |                      |                                 | Stade du 1er novembre 1954, Batna Arbitrage : Helalchi | Stade du 1er novembre 1954, Batna Arbitrage : Helalchi |
| 14 h 30 UTC+1    | Tirs au but 3 - 4   |                      |                                 | Stade du 1er novembre 1954, Batna Arbitrage : Helalchi | Stade du 1er novembre 1954, Batna Arbitrage : Helalchi |

Seizièmes de finale
| 24 fév 2012   | CS Constantine (1)                              | ap 3 - 1 | (2) OM Médéa |                                                         |                                                         |
| 15 h 00 UTC+1 | 77e, 101e Fouad Bouguerra · 120e Efossa Eguakun | (0 - 0)  | 84e Sahraoui | Stade Mohamed-Hamlaoui, Constantine Arbitrage : Brahimi | Stade Mohamed-Hamlaoui, Constantine Arbitrage : Brahimi |
| 15 h 00 UTC+1 |                                                 |          |              | Stade Mohamed-Hamlaoui, Constantine Arbitrage : Brahimi | Stade Mohamed-Hamlaoui, Constantine Arbitrage : Brahimi |

Huitièmes de finale
| 9 mars 2012   | CS Constantine (1)                     | 2 - 0   | (1) AS Khroub |                                                        |                                                        |
| 15 h 00 UTC+1 | Fodil Hadjadj 52e · Yassine Bezzaz 82e | (2 - 1) |               | Stade Mohamed-Hamlaoui, Constantine Arbitrage : Amalou | Stade Mohamed-Hamlaoui, Constantine Arbitrage : Amalou |
| 15 h 00 UTC+1 |                                        |         |               | Stade Mohamed-Hamlaoui, Constantine Arbitrage : Amalou | Stade Mohamed-Hamlaoui, Constantine Arbitrage : Amalou |

Quarts de finale
| 30 mars 2012  | WA Tlemcen (1) | 0 - 1ap | (1) CS Constantine        |                                               |                                               |
| 16 h 00 UTC+1 |                | (0 - 0) | Mohamed Khoutir Ziti 105e | Stade Akid Lotfi, Tlemcen Arbitrage : Bichari | Stade Akid Lotfi, Tlemcen Arbitrage : Bichari |
| 16 h 00 UTC+1 |                |         |                           | Stade Akid Lotfi, Tlemcen Arbitrage : Bichari | Stade Akid Lotfi, Tlemcen Arbitrage : Bichari |

Demi-finale
| 8 Avril 2012  | CR Belouizdad (1) | 1 - 0   | (1) CS Constantine |                                                  |                                                  |
| 16 h 00 UTC+1 | Rebih 59e         | (0 - 0) |                    | Stade du 20-Août-1955, Alger Arbitrage : Ghorbal | Stade du 20-Août-1955, Alger Arbitrage : Ghorbal |
| 16 h 00 UTC+1 |                   |         |                    | Stade du 20-Août-1955, Alger Arbitrage : Ghorbal | Stade du 20-Août-1955, Alger Arbitrage : Ghorbal |

#### Classement buteurs
| Noms                 | Buts |
| -------------------- | ---- |
| Fouad Bouguerra      | 2    |
| Mohamed Khoutir Ziti | 2    |
| Efosa Eguakun        | 1    |
| Fodil Hadjadj        | 1    |
| Yassine Bezzaz       | 1    |

#### Classement passeurs
| Noms            | Buts |
| --------------- | ---- |
| Bilal Bahloul   | 2    |
| Yassine Bezzaz  | 1    |
| Mohamed Dahmane | 1    |